# ISO 3166-2:CA
ISO 3166-2:CA és el subconjunt per al Canadà de l'estàndard ISO 3166-2, publicat per l'Organització Internacional per Estandardització (ISO) que defineix els codis de les principals subdivisions administratives.
Actualment per a Canadà l'estàndard ISO 3166-2 està format per 10 províncies i 3 territoris.
Cada codi es compon de dues parts, separades per un guió. La primera part és CA, el codi ISO 3166-1 alfa-2 per a Canadà. La segona part són dues lletres que coincideixen amb l'abreviatura postal per a les províncies i els territoris.

## Codis actuals
Els noms de les subdivisions estan llistades segons l'ISO 3166-2 publicat per la "ISO 3166 Maintenance Agency" (ISO 3166/MA).
Els codis ISO 639-1 són utilitzats per representar els noms de les subdivisions en les llengües oficials següents:

Mapa del Canadà amb cada província i territori etiquetat amb la segona part del seu codi ISO 3166-2.

- (en): Anglès
- (fr): Francès

| Codi  | Nom de la subdivisió (en) | Nom de la subdivisió (fr) | Tipus de subdivisió |
| ----- | ------------------------- | ------------------------- | ------------------- |
| CA-AB | Alberta                   | Alberta                   | Província           |
| CA-BC | British Columbia          | Colombie-Britannique      | Província           |
| CA-MB | Manitoba                  | Manitoba                  | Província           |
| CA-NB | New Brunswick             | Nouveau-Brunswick         | Província           |
| CA-NL | Newfoundland and Labrador | Terre-Neuve-et-Labrador   | Província           |
| CA-NS | Nova Scotia               | Nouvelle-Écosse           | Província           |
| CA-ON | Ontario                   | Ontario                   | Província           |
| CA-PE | Prince Edward Island      | Île-du-Prince-Édouard     | Província           |
| CA-QC | Quebec                    | Québec                    | Província           |
| CA-SK | Saskatchewan              | Saskatchewan              | Província           |
| CA-NT | Northwest Territories     | Territoires du Nord-Ouest | Territori           |
| CA-NU | Nunavut                   | Nunavut                   | Territori           |
| CA-YT | Yukon                     | Yukon                     | Territori           |